# Brown Truck Company
Brown Truck Company, vorher Saint Cloud Truck Company,  war ein Hersteller von Nutzfahrzeugen aus den USA.

## Unternehmensgeschichte
Das Unternehmen wurde 1922 in Duluth in Minnesota gegründet. Im gleichen Jahr begann die Produktion von Lastkraftwagen. Der Markenname lautete Brown. 1924 endete die Produktion. Weitere US-Hersteller von Lkw der Marke Brown waren Brown Commercial Car Company, Brown Carriage Company, Brown Industries und Brown Truck & Equipment Company.

## Fahrzeuge
Bekannt ist nur ein Modell mit 2,5 Tonnen. Es hatte einen Vierzylindermotor von Buda vom Typ ETU. Er war mit 28,9 PS eingestuft. Verschiedene Aufbauten standen zur Wahl. Die Neupreise lagen zwischen 3650 und 4400 US-Dollar. Luftreifen und elektrisches Licht kostete Aufpreis.